# 佐藤直人 (小惑星)
佐藤直人（さとうなおと、6025 Naotosato）は小惑星帯に位置する小惑星。
浦田武により発見された。
入間市のアマチュア天文家、佐藤直人にちなんで命名された。